# Actia munroi
Actia munroi là một loài ruồi trong họ Tachinidae.